# Tempio di Ercole (Ostia)
Il Tempio di Ercole (I,XV,5) era un tempio dedicato alla figura mitologica romana di Ercole, che si trovava nella regio I della città romana di Ostia.

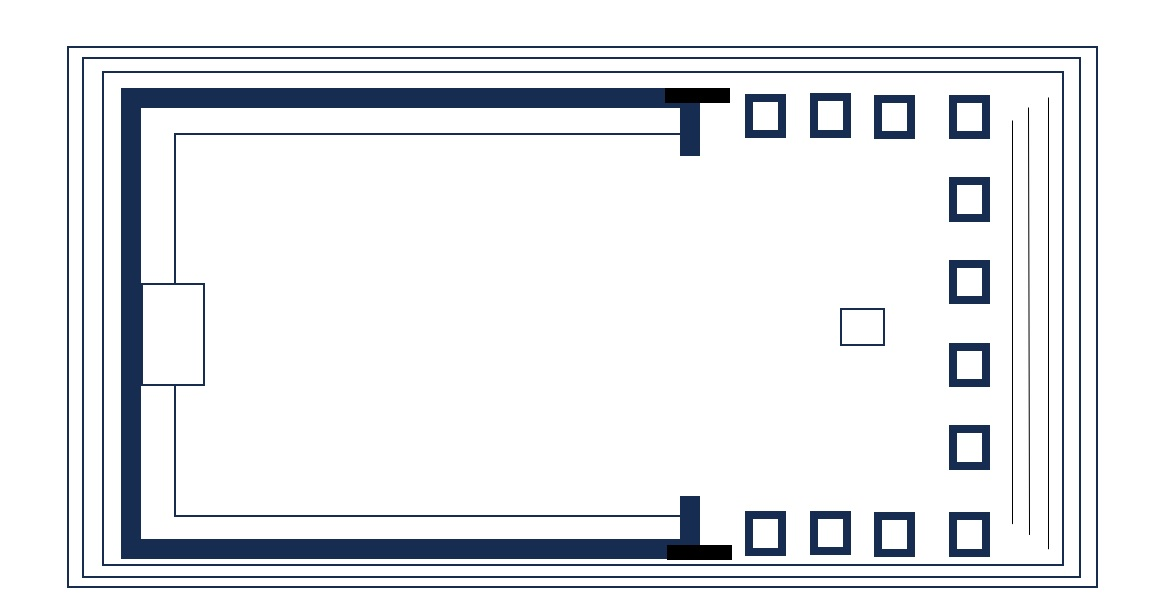
Schema del tempio

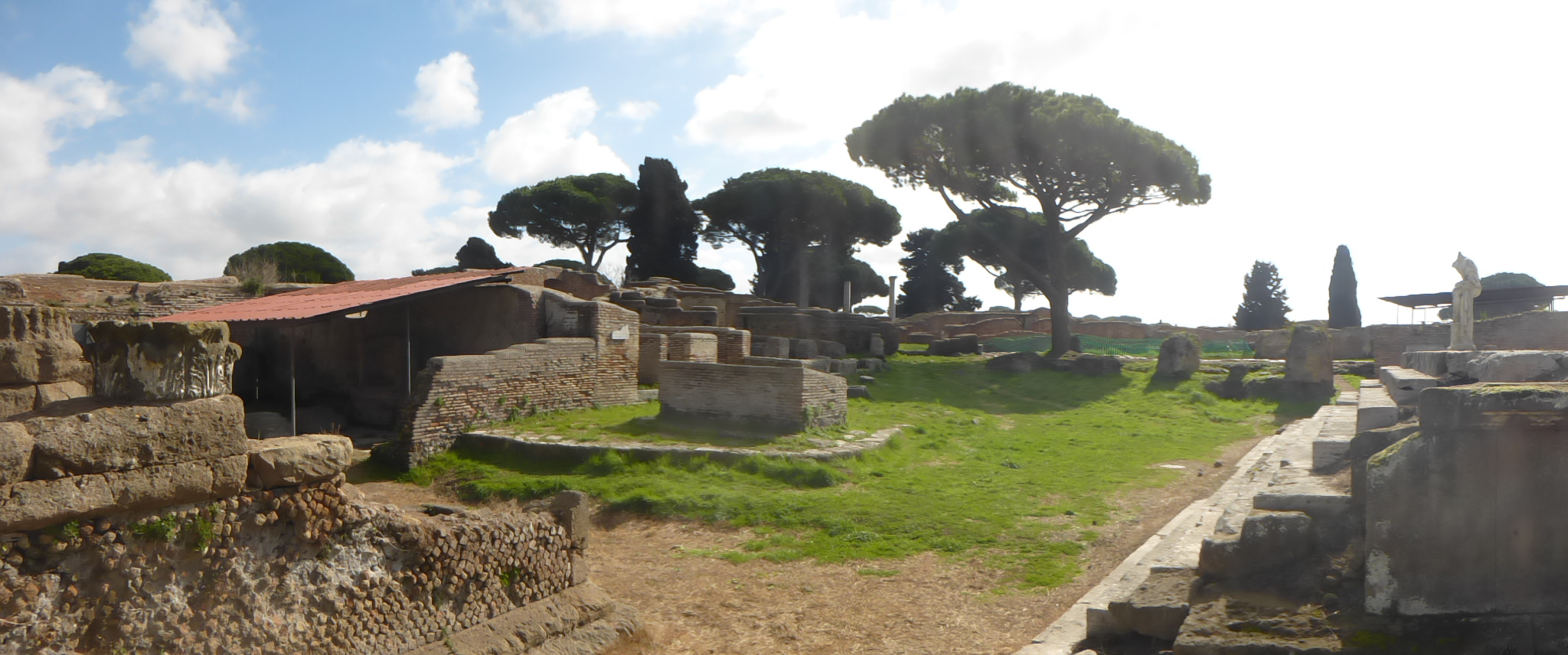
L'area sacra repubblicana, con il tempio di Ercole sulla destra

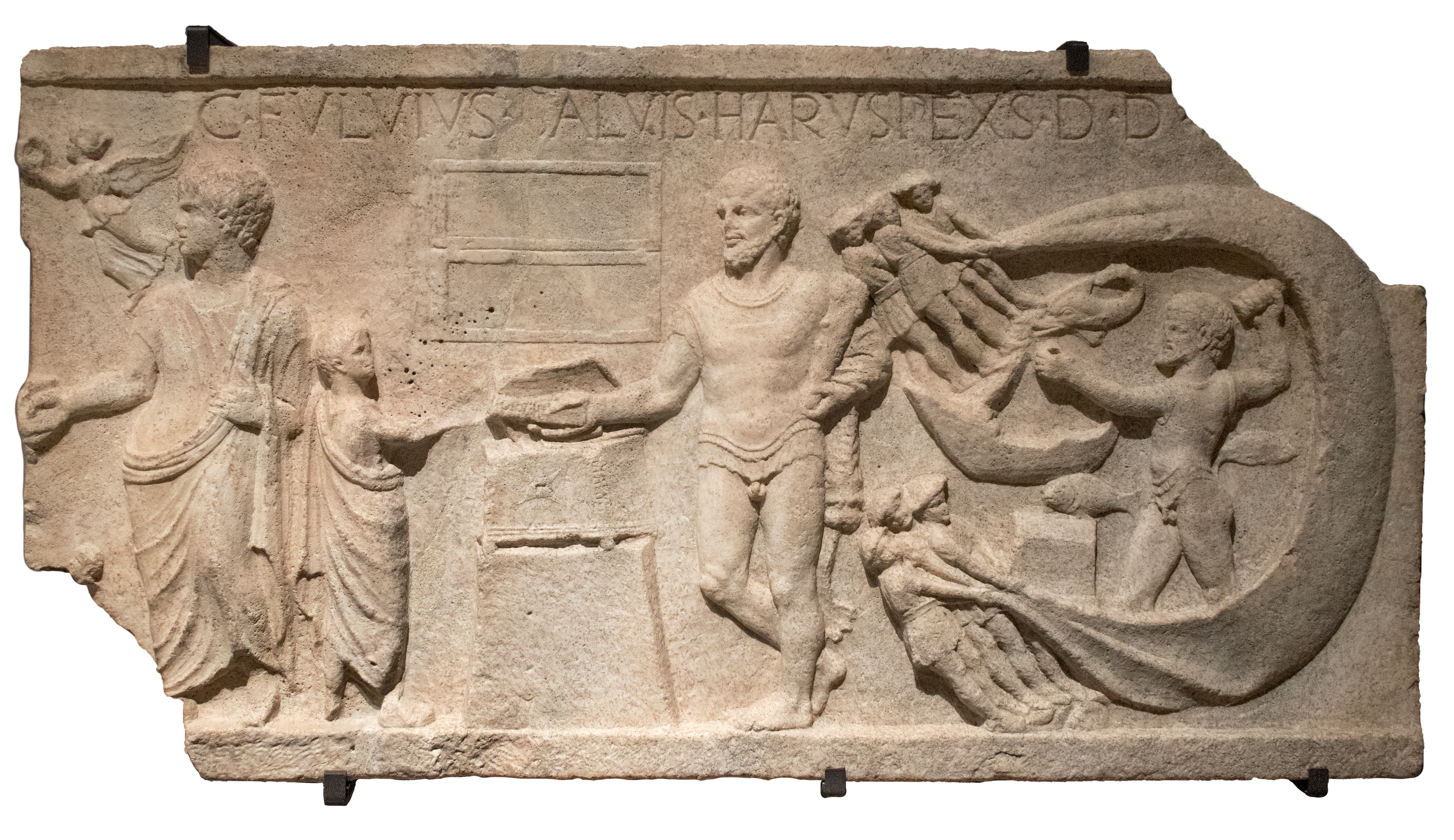
Rilievo dell'aruspice esposto al museo Ostiense

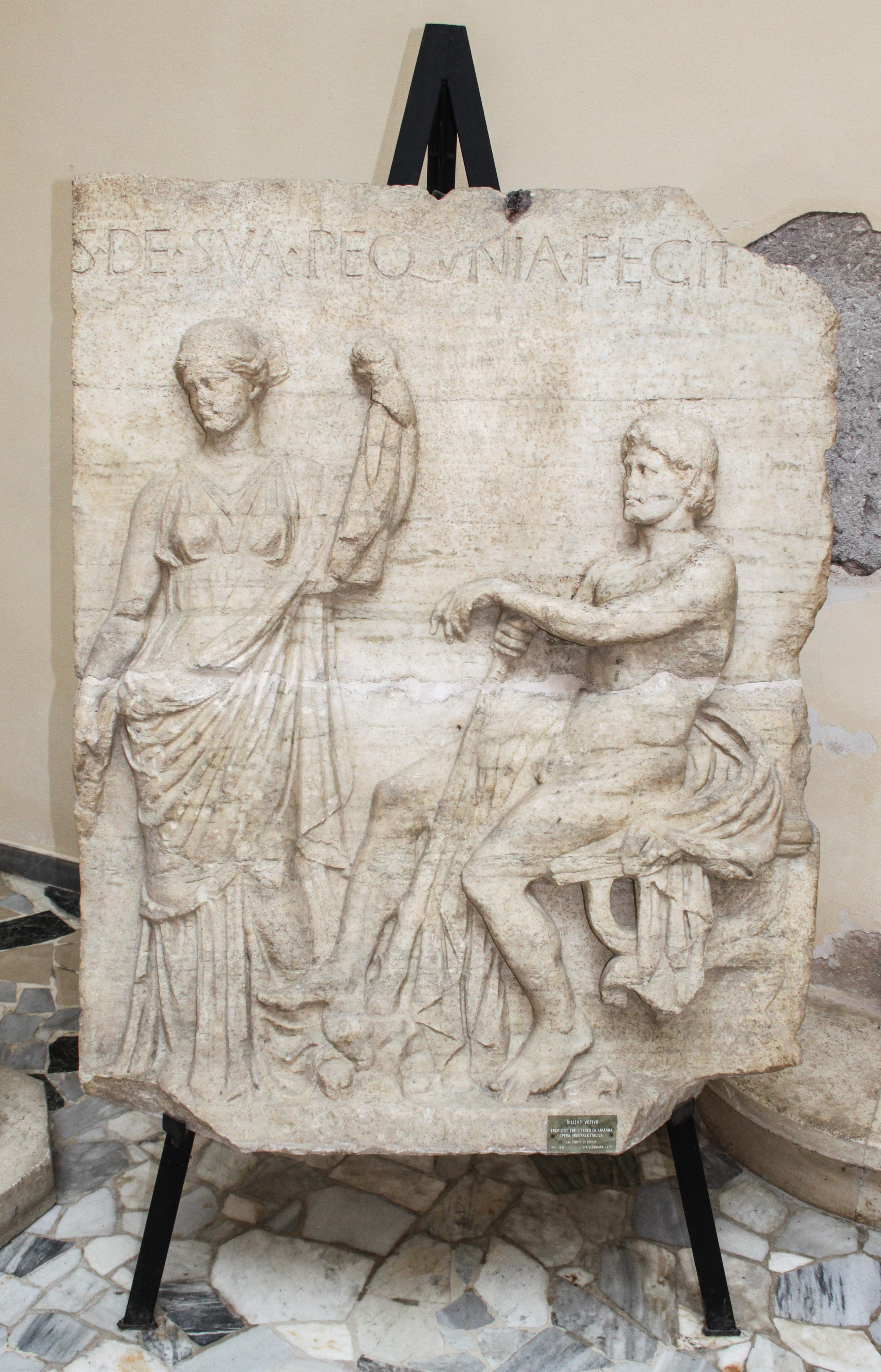
Rilievo di Teseo ed Arianna esposto al museo Ostiense

## Descrizione
Il tempio, dopo il Capitolium, il più grande di Ostia, fu edificato tra la fine del II secolo e l'inizio del I secolo a.C., quindi verso la fine dell'età repubblicana a Roma; il tempio subì quindi ulteriori interventi tra il III e IV secolo d.C., mentre il mosaico della cella risale al III secolo d.C. .
L'edificio, tra i primi ritrovamenti di rilievo degli scavi condotti da Guido Calza tra il 1938 e il 1942 in vista dell'Esposizione Universale di Roma programmata per il 1942, si trovava all'interno della cosiddetta Area Sacra Repubblicana, un'area della città delimitata a partire dal III secolo a.C. appena fuori dall'originario Castrum ostiense, dove si trovavano anche il cosiddetto Tempio Tetrastilo (I,XV,2) e il Tempio dell’Ara Rotonda (I,XV,6).
Il tempio presentava l'usuale struttura dei templi italici, con una cella, dove trovava posto la statua della divinità, preceduta da un'area coperta sostenuta da alte colonne, il pronao, ed era solitamente costruito in posizione elevata su di un podio, cui vi si accedeva tramite una scalinata, in questo caso di otto scalini costruita in travertino. Il podio di questo tempio era edificato in tufo con il basamento in travertino.
Il frontone era orientato esattamente verso oriente, e il pronao aveva una profondità di quattro, ed una larghezza di sei colonne. Alla fine del III secolo d.C., al centro del pronao fu collocato un altare in marmo. Nel tempio è stata rinvenuta una statua di un atleta a riposo, dono di Gaio Cartilio Poplicola, e un rilievo votivo del I secolo a.C., era affisso sul podio, con scene del ritrovamento in mare della statua Ercole in armi, il che fa ipotizzare che il tempio avesse una connotazione militare.

## Reperti
Tra i reperti più rilevanti ritrovati nell'Area sacra repubblica e riferibili al Tempio di Ercole, c'è il Rilievo dell’aruspice Saluis, dal nome del committente, l'aruspice C. Fulvio Salvis inciso in alto nel rilievo. Questo si compone di tre scene: al centro raffigura Ercole che consegna le sortes a un fanciullo, a destra due gruppi di tre pescatori ciascuno, che traggono da una barca affondata la statua del dio che tiene in mano l'urna utilizzata per la diviniazione, e a sinistra l’aruspice che mostra la sortes a un personaggio non più visibile.
Un altro importante rilievo trovato in ques'area, sempre nella primavera del 1938, è il cosiddetto Rilievo di Teseo e Arianna, anch'esso esposto al Museo Ostiense, che ha dato luogo a diversi studi e interpretazioni tra gli studiosi dell'arte antica. Se c'è generale accordo sulla figura del giovane, identificato con Teseo, lo stesso non si può dire per l'identificazione della donna.

## Iscrizioni
Sul rilievo con le scene di Ercole, è riportato C(aius) FVLVIVS SALVIS HARVSPEXS D(onum) D(edit) (o D(edit) D(edicavit)), che si riferisce all'aruspice, Fulvius Salvis, a cui fu portata la tavoletta oracolare.
Sulla base di una statua, andata perduta, è stata incisa l'iscrizione P(ublius) LIVIVS P(ubli) L(ibertus) HER(culi) DA[t] ; il liberto Publio Livio dedicava la statua al dio. Si tratta della più antica iscrizione romana ritrovata ad Ostia.
La base della statua acefala dell'Atleta a riposo conserva l'iscrizione C. CARTILIVS C(ai) F(ilius) DVOVIRV TERTIO POPLICOLAE, dove TERTIO modificò la precedente scritta ITERUM, venendo così a significare che Cartilus fu nominato duoviri una terza volta. Si tratta della dedica di Caio Cartilio Publicola figlio, fatta in occasione della sua nomina alla magistratura romana.

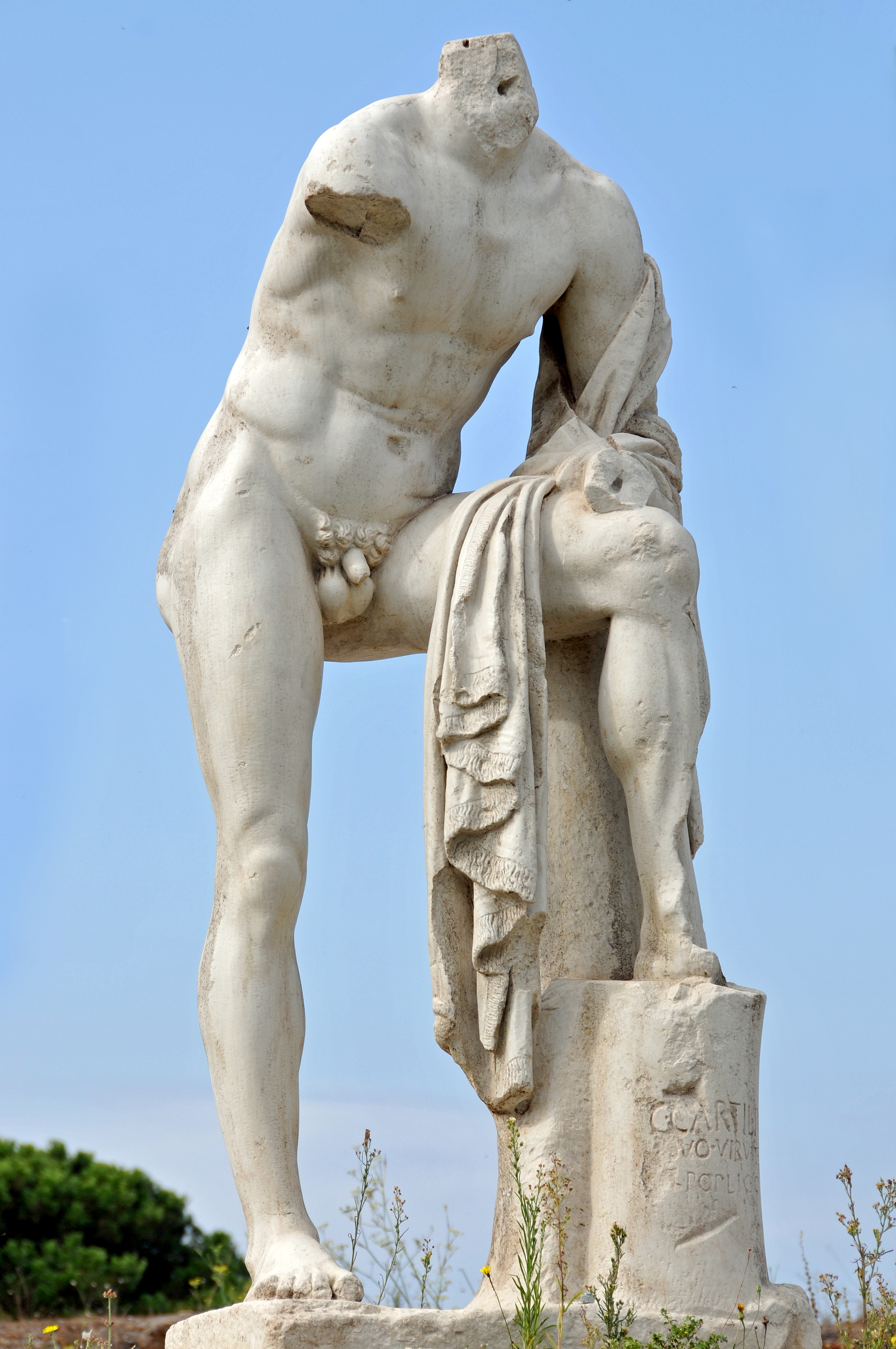
Statua votiva di atleta a riposo